# Сем Віллоубі
Сем Віллоубі  (англ. Sam Willoughby, 15 серпня 1991) — австралійський велогонщик, олімпієць.

## Виступи на Олімпіадах
| Олімпіада   | Дисципліна | Місце |
| ----------- | ---------- | ----- |
| Лондон 2012 | BMX        | 2     |